# Luc (Alti Pirenei)
Luc è un comune francese di 171 abitanti situato nel dipartimento degli Alti Pirenei nella regione dell'Occitania.

## Società

### Evoluzione demografica
Abitanti censiti